# 慶留間島
26°10′57″N 127°17′19″E / 26.18250°N 127.28861°E
慶留間島（日语：／ Geruma-jima、琉球語：／ ）是慶良間群島中的一個島嶼，行政區劃上屬於沖繩縣島尻郡座間味村。
慶留間島是座間味村三個有人島中面積最小的一個。有阿嘉大橋與阿嘉島相連，慶留間橋與外地島相連。
島上的高良家住宅為重要文化財。番木瓜為特產。也是慶良間鹿的棲息地。